# ن. ت. ر: قهرمان
ن. ت. ر: قهرمان (به انگلیسی: NTR: The Hero) فیلمی محصول سال ۲۰۱۹ و به کارگردانی کریش است. در این فیلم بازیگرانی همچون نانداموری بالاکریشنا، نانداموری کالیان رام، ویدیا بالان، پراکاش راج، جیشو سنگوپتا، سومانت و ساچین خدکار ایفای نقش کرده‌اند.
این فیلم داستان زندگی ن. ت. راما رائو است. دنباله این فیلم ن. ت. ر: رهبر بزرگ نام دارد.